# Turun Palloseura

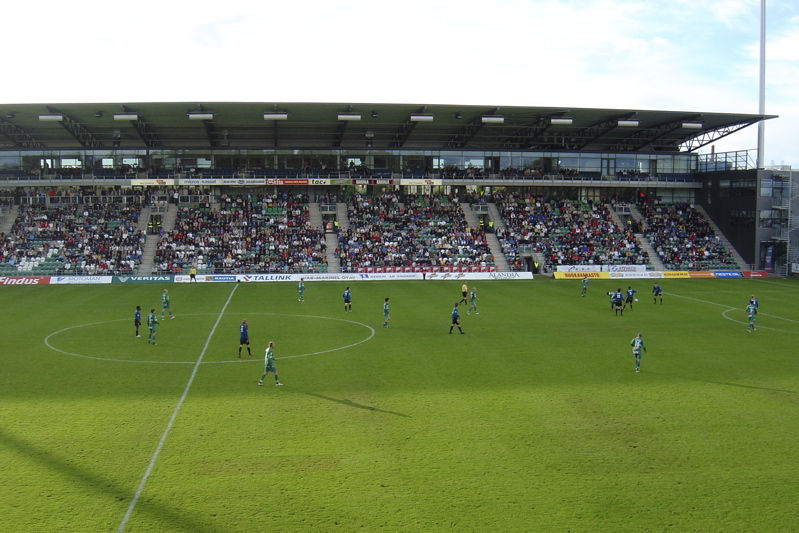
TPS ante el FC Inter Turku en el Veritas Stadion

El Turun Palloseura o simplemente TPS Turku, es un club de fútbol finés de la ciudad de Turku. Fue fundado en 1922 y juega en la Ykkönen.

## Palmarés
- Veikkausliiga (8): 1928, 1939, 1941, 1949, 1968, 1971, 1972, 1975
- Ykkönen (1): 2017
- Copa de Finlandia (3): 1991, 1994, 2010
- Copa de Liga de Finlandia (1): 2012

## Jugadores

### Jugadores destacados
| - Urmas Rooba - Mika Aaltonen - Mika Ääritalo - Veikko Asikainen - Marco Casagrande - Dan-Ola Eckerman - Göran Enckelman - Peter Enckelman - Jouni Gröndahl - Ari Heikkinen - Markus Heikkinen - Jarno Heinikangas - Kasper Hämäläinen | - Tomi Jalo - Jonatan Johansson - Toni Kolehmainen - Pauno Kymäläinen - Lauri Lehtinen - Kalevi Lehtovirta - Tommy Lindholm - Mika Lipponen - Niklas Moisander - Timo Nummelin - Jussi Nuorela - Mika Nurmela | - Mauno Nurmi - Ilmari Oksanen - Marko Rajamäki - Roope Riski - Riku Riski - Heikki Suhonen - Petri Sulonen - Matti Sundelin - Kim Suominen - Urho Teräs - Raimo Toivanen - Simo Valakari |

### Altas y bajas 2023-24 (verano)
Altas 
| Jugador | Nacionalidad | Posición | Procedencia  | Tipo | Precio |
| ------- | ------------ | -------- | ------------ | ---- | ------ |
|         | Bandera de ? |          | Bandera de ? |      |        |

Bajas 
| Jugador | Nacionalidad | Posición | Destino | Tipo | Precio |
| ------- | ------------ | -------- | ------- | ---- | ------ |
|         |              |          |         |      |        |

## Entrenadores
| - Juuso Lampila (1939–47) - Imre Markos (1948–50) - Raino Suominen (1951–54) - Leo Aaltonen (1955–59) - Knut Gustafsson (1960–61) - Olli Virho (1962) - Kalevi Lehtovirta (1962) - Leo Aaltonen (1963) - Tage Friedfeld (1964) - Leo Aaltonen (1964) - Rainer Forss (1965–70) - Paavo Nenonen (1971) - Lars Nyström (1972) - Manuel Gerpe (1973) | - Paavo Nenonen (1973–74) - Olavi Laaksonen (1975–77) - Tommy Lindholm (1978) - Tapio Harittu (1978–80) - Raimo Toivanen (1980–83) - Hans Martin (1981–84) - Timo Sinkkonen (1984) - Rainer Forss (1985) - Timo Sinkkonen (1985) - Tommy Lindholm (1986–88) - Heikki Suhonen (1989–90) - Weijo Wahlsten (1989–90) - Heikki Suhonen (1991) - Tommy Lindholm (1991) | - Raimo Toivanen (1992–93) - Pauno Kymäläinen (1993) - Tomi Jalo (1993) - Juha Malinen (1993–97) - Siegfrid Meltzig (1998) - Seppo Miettinen (1998–00) - Mika Laurikainen (2001–03) - Kari Ukkonen (enero de 2004–diciembre de 2006) - Mixu Paatelainen (octubre de 2006–enero de 2008) - Martti Kuusela (enero de 2008–septiembre de 2008) - John Allen (septiembre de 2008–diciembre de 2008) - Pasi Rautiainen (enero de 2009–enero de 2010) - Marko Rajamäki (enero de 2010–febrero de 2014) - Mika Laurikainen (febrero de 2014-) |

## Participación en competiciones de la UEFA
| Temporada | Torneo             | Ronda            | Club                     | Marcador | Resultado |
| --------- | ------------------ | ---------------- | ------------------------ | -------- | --------- |
| 1969–70   | European Cup       | 1                | KB Copenhagen            | 0–1, 0–4 | 0–5       |
| 1972–73   | European Cup       | 1                | 1. FC Magdeburg          | 0–6, 1–3 | 1–9       |
| 1973–74   | European Cup       | 1                | Celtic FC                | 1–6, 0–3 | 1–9       |
| 1976–77   | European Cup       | 1                | Sliema Wanderers         | 1–2, 1–0 | 2–2       |
| 1976–77   | European Cup       | 1/8              | FC Zürich                | 0–2, 0–1 | 0–3       |
| 1985–86   | UEFA Cup           | 1                | Spartak Moscow           | 0–1, 1–3 | 1–4       |
| 1987–88   | UEFA Cup           | 1                | FC Admira/Wacker Wenen   | 0–1, 2–0 | 2–1       |
| 1987–88   | UEFA Cup           | 2                | Internazionale           | 1–0, 0–2 | 1–2       |
| 1988–89   | UEFA Cup           | 1                | Linfield FC Belfast      | 0–0, 1–1 | 1–1       |
| 1988–89   | UEFA Cup           | 2                | First Vienna             | 1–2, 1–0 | 2–2       |
| 1988–89   | UEFA Cup           | 1/8              | Victoria Bucureşti       | 0–1, 3–2 | 3–3       |
| 1990–91   | UEFA Cup           | 1                | GKS Katowice             | 0–3, 0–1 | 0–4       |
| 1992–93   | Cup Winners Cup    | 1                | Trabzonspor              | 0–2, 2–2 | 2–4       |
| 1995–96   | Cup Winners Cup    | Clasificatoria   | KS Teuta                 | 1–0, 0–3 | 1–3       |
| 1997      | UEFA Intertoto Cup | Grupos           | Halmstads BK             | 1–6      |           |
| 1997      | UEFA Intertoto Cup | Grupos           | Lommel                   | 1–1      |           |
| 1997      | UEFA Intertoto Cup | Grupos           | FK Hajduk Rodić M&B Kula | 1–2      |           |
| 1997      | UEFA Intertoto Cup | Grupos           | Kongsvinger IL           | 2–0      |           |
| 1998      | UEFA Intertoto Cup | 1                | FC Sion                  | 0–1, 3–2 | 2–4       |
| 1998      | UEFA Intertoto Cup | 2                | Shinnik Yaroslavl        | 0–2, 2–3 | 2–5       |
| 2008      | UEFA Intertoto Cup | 1                | Lisburn Distillery FC    | 3–2, 3–1 | 6–3       |
| 2008      | UEFA Intertoto Cup | 2                | OB                       | 1–2, 0–2 | 1–4       |
| 2010–11   | Europa League      | Clasificatoria 1 | Port Talbot Town         | 3–1, 4–0 | 7–1       |
| 2010–11   | Europa League      | Clasificatoria 2 | Cercle Brugge            | 1–2, 1–0 | 2–2       |
| 2011–12   | Europa League      | Clasificatoria 2 | K.V.C. Westerlo          | 0–1, 0-0 | 0-1       |
| 2013–14   | Europa League      | Clasificatoria 1 | Jeunesse Esch            | 0–2, 2-1 | 2-3       |